# Chrysocraspeda croceomarginata
Chrysocraspeda croceomarginata är en fjärilsart som beskrevs av W. Warren 1896. Chrysocraspeda croceomarginata ingår i släktet Chrysocraspeda och familjen mätare. Inga underarter finns listade i Catalogue of Life.